# Bruce Johnstone
Bruce Johnstone (rojen kot William Bruce Gordon Johnstone), južnoafriški dirkač Formule 1, * 30. januar 1937, Durban, Južnoafriška republika, † 3. marec 2022.
V svoji karieri je nastopil le na domači in zadnji dirke sezone 1962 za Veliko nagrado Južne Afrike, kjer je z dirkalnikom BRM zasedel deveto mesto z več kot devetimi krogi zaostanka za zmagovalcem.

## Popoln pregled rezultatov
(legenda) (odebeljene dirke pomenijo najboljši štartni položaj, poševne pa najhitrejši krog, †-uvrščen kljub odstopu)
| Leto | Moštvo                   | Šasija     | Motor  | 1   | 2   | 3   | 4   | 5  | 6   | 7   | 8   | 9     | Prv | Toč |
| ---- | ------------------------ | ---------- | ------ | --- | --- | --- | --- | -- | --- | --- | --- | ----- | --- | --- |
| 1962 | Owen Racing Organisation | BRM P48/57 | BRM V8 | NIZ | MON | BEL | FRA | VB | NEM | ITA | ZDA | JAR 9 | 26. | 0   |